# Ambutrix

Ambutrix este o comună în departamentul Ain din estul Franței.